# بدو (مجارستان)
بدو (به مجاری:  Bedő) یک منطقهٔ مسکونی در مجارستان است که در ناحیه برتیواوی‌فالو واقع شده‌است. بدو ۱۰٫۲ کیلومتر مربع مساحت و ۳۰۷ نفر جمعیت دارد.